# Gerasimos Germanakos
Gerasimos „Makis“ Germanakos (* 16. Januar 1941; † 20. Dezember 2016) war ein griechischer Fußballschiedsrichter. In Deutschland ist er insbesondere für die Leitung des Finalhinspiels im UEFA-Pokal 1988/89 zwischen dem SSC Neapel und dem VfB Stuttgart bekannt.

## Werdegang
Germanakos leitete zunächst vor allem Spiele im griechischen Fußball in der Alpha Ethniki und etablierte sich Mitte der 1980er Jahre als einer der führenden Spielleiter seines Landes. Im griechischen Landespokal pfiff er entsprechend die Finalspiele 1984 (2:0-Erfolg von Panathinaikos Athen über AE Larisa) sowie 1985 (4:1-Erfolg von AE Larisa über PAOK Thessaloniki). Parallel avancierte zum FIFA-Schiedsrichter und leitete Länderspiele, etwa im Rahmen der Qualifikation zur Europameisterschaft 1988.
Im UEFA-Pokal 1987/88 leitete er das Halbfinalspiel zwischen Bayer 04 Leverkusen und Werder Bremen. Nachdem er im Folgejahr bereits das Drittrundenspiel zwischen dem VfB Stuttgart und dem FC Groningen geleitet hatte, wurde ihm die Leitung des Finalhinspiels zugeteilt. Nach dem 2:1-Heimerfolg des SSC Neapel im Stadio San Paolo stand er seitens der Gäste aufgrund diverser Entscheidungen – etwa der zum 1:1-Ausgleich führenden Strafstoßentscheidung, als wohl Diego Maradona statt des Stuttgarter Abwehrspielers Günther Schäfer den Arm zu Hilfe genommen hatte – in der Kritik, so dass der schwäbische Bundesligist zwar keinen Protest einlegte, aber Anmerkungen zum Bericht des UEFA-Delegierten machte sowie UEFA-Präsident Jacques Georges ein Schreiben zukommen ließ. Eine anschließende UEFA-Sperre wird oft kolportiert, jedoch kam er noch zumindest im Rahmen des UEFA-Pokals 1989/90 Ende September 1989 als Schiedsrichter zum Einsatz.